# Lista siturilor arheologice din județul Vâlcea - T
Lista siturilor arheologice din județul Vâlcea - T conține toate siturile arheologice din județul Vâlcea înscrise în Repertoriul Arheologic Național (RAN) și aflate în localități al căror nume începe cu litera T. RAN este administrat de Ministerul Culturii și Patrimoniului Național și cuprinde date științifice, cartografice, topografice, imagini și planuri, precum și orice alte informații privitoare la zonele cu potențial arheologic, studiate sau nu, încă existente sau dispărute.
Puteți căuta un sit din localitățile care încep cu litera T folosind formularul de mai jos sau puteți naviga prin toate siturile din județ la Lista siturilor arheologice din județul Vâlcea.
| Cod RAN                                   | Denumire                                                                                     | Localitate                   | Adresă | Datare               | Descoperit | Coordonate                                              | Imagine           | Erori            |
| ----------------------------------------- | -------------------------------------------------------------------------------------------- | ---------------------------- | ------ | -------------------- | ---------- | ------------------------------------------------------- | ----------------- | ---------------- |
| 170079.01.01 (Cod LMI: VL-I-m-B-09584.02) | Situl arheologic de la Teiu / ansamblu anonim (Categorie: locuire civilă) (Tip: Așezare)     | sat Teiu, comuna Galicea     |        |                      |            |                                                         | Încărcați imagine | Raportați eroare |
| 170079.01.02 (Cod LMI: VL-I-m-B-09584.01) | Situl arheologic de la Teiu / ansamblu anonim (Categorie: locuire civilă) (Tip: Așezare)     | sat Teiu, comuna Galicea     |        |                      |            |                                                         | Încărcați imagine | Raportați eroare |
| 169011.01.01 (Cod LMI: VL-I-m-B-09585.03) | Situl arheologic de la Teiușu / ansamblu anonim (Categorie: locuire civilă) (Tip: Așezare)   | sat Teiușu, comuna Bunești   |        |                      |            |                                                         | Încărcați imagine | Raportați eroare |
| 169011.01.02 (Cod LMI: VL-I-m-B-09585.02) | Situl arheologic de la Teiușu / ansamblu anonim (Categorie: locuire civilă) (Tip: Așezare)   | sat Teiușu, comuna Bunești   |        | geto-dacică          |            |                                                         | Încărcați imagine | Raportați eroare |
| 169011.01.03 (Cod LMI: VL-I-m-B-09585.01) | Situl arheologic de la Teiușu / ansamblu anonim (Categorie: locuire civilă) (Tip: Așezare)   | sat Teiușu, comuna Bunești   |        |                      |            |                                                         | Încărcați imagine | Raportați eroare |
| 172260.01.01 (Cod LMI: VL-I-s-A-09587)    | Castrul roman de la Titești / ansamblu anonim (Categorie: locuire militară) (Tip: Castru)    | sat Titești, comuna Titești  |        | romană sec. II - III |            | 45°25′00″N 24°23′00″E / 45.4166666667°N 24.3833333333°E | Încărcați imagine | Raportați eroare |
| 169020.01.01 (Cod LMI: VL-I-m-B-09588.02) | Situl arheologic de la Titireci / ansamblu anonim (Categorie: locuire civilă) (Tip: Așezare) | sat Titireci, comuna Bunești |        | geto-dacică          |            |                                                         | Încărcați imagine | Raportați eroare |
| 169020.01.02 (Cod LMI: VL-I-m-B-09588.01) | Situl arheologic de la Titireci / ansamblu anonim (Categorie: locuire civilă) (Tip: Așezare) | sat Titireci, comuna Bunești |        |                      |            |                                                         | Încărcați imagine | Raportați eroare |
| 172260.03 (Cod LMI: VL-IV-m-B-10039)      | Cruce de piatră de la Titești (Categorie: structură de cult/religioasă) (Tip: cruce)         | sat Titești, comuna Titești  |        | 1726                 |            |                                                         | Încărcați imagine | Raportați eroare |